# 木村山守

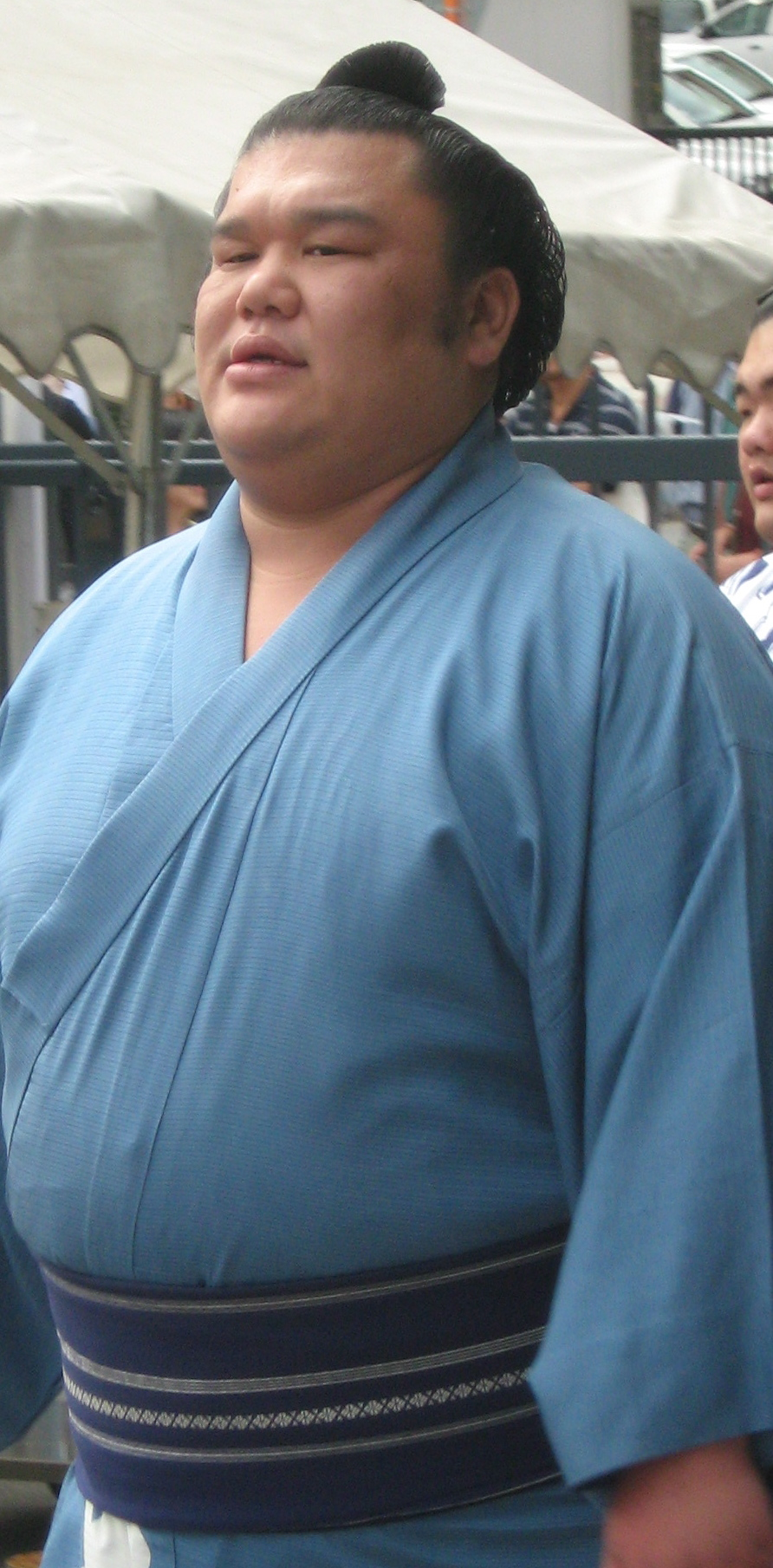
木村山守

木村山守（1981年7月13日—2024年7月6日），原名木村守，日本和歌山縣御坊市出身的前大相撲力士。身高182cm、體重183kg、血型A型。最高位置西前頭7枚目（2010年11月場所）。所屬相撲部屋是春日野部屋。

## 來歷
他出生於和歌山縣御坊市，是東洋大學的業餘相撲冠軍，2004年3月場所入門春日野部屋，以「木村山」為四股名初次比賽。該部屋由另一位出身和歌山的前力士栃乃和歌經營。他的四股名改編自他自己的姓氏，這也是春日野部屋中歷史悠久的名字，是20世紀初經營部屋的行司或裁判木村宗四郎的名字。
木村山於2008年1月晉陞為十兩級別，並在隨後的比賽中以12勝3負的戰績贏得了他的第一個優勝，兩場所后，他在幕內級別首次亮相(西前頭12枚目)，但以7-8的戰績落敗(3個場所後降回十兩)。2010年3月，在與蒙古力士光龍忠晴和玉飛鳥的三方季後賽之後，他贏得了他的第二個十兩冠軍。直到2010年7 月的第八次嘗試，他才在幕內級比賽中取得了勝越或獲勝記錄。這一表現，以及9月份的8-7，使他在2010年11月的比賽中晉陞為職業生涯最高等級的前頭7枚目。
在2011年因5場所全負越在2012年1月降回十兩，在那之後，他的狀態沒有好轉，只在9月場所重新入幕但以負越再降回十兩。在13年7月和9月場所降至幕下，之後再皇回十兩，在2014年1月退休。
退休後他襲名岩友在部屋出任親方，他於2024年5月住院，2024年7月6日在東京去世，享年42歲。